# スティラン＝ヴェンデル
スティラン＝ヴェンデル （Stiring-Wendel、ドイツ語:Stieringen-Wendel）は、フランス、グラン・テスト地域圏、モゼル県のコミューン。コミューン面積はわずか360ヘクタールしかなく、ドイツと国境を接している。1857年にコミューンとなった。自然区分上の地方、ヴァルン（fr）に属する。

## 地理
コミューンはフォルバックと、ドイツのザールブリュッケンに接している。
オートルート A320号線道路がコミューンと接しており、メスから50分、ストラスブールから20分、ナンシーから約10分で来れる。最寄りの鉄道駅はフォルバックにある。フォルバックTGV駅からLGV東ヨーロッパ線でパリまで約1時間50分、ドイツのフランクフルト・アム・マインまでは2時間20分である。

## 由来
926年にSyrin、Stiringenditzweiller、1751年にStiringenditzchweiller、18世紀にStyringen、最終的に1857年にStiring-Wendelと、地名が書き留められている。
ロートリンゲン・フランケン語ではStiringe、ドイツ語ではStieringen-Wendelとなる。
元々、集落の名前はStiringで、これはゲルマン語の男性名に接尾辞の-ingen、その後-ingを付加した地名である。そうでなければ、Stiringは『ウシの囲い』を意味している（stierはウシを意味する）。なぜならこの集落は複数の農場で構成されていたからである。ヴェンデル家（fr）が工業都市を建設した時、彼らの家名が集落の名前に付け足された。
住民のニックネームは、Die Stiringer Sandhase（スティランの砂の野ウサギ）である。

## 歴史
スティラン集落はかつてフォルバック伯領に含まれ、同様にシェネックのコミュニティと教区の一員でもあった。1846年、当時コミューンのフォルバックの一部であった土地に、ヴェンデル家が所有する鉄鋼複合施設が建設された。
シャルル・ド・ヴェンデル（fr、1809年-1870年）はまた、労働者の住居、学校、司祭館、教会を備えた工業都市を建設した。ナポレオン3世のデクレによって、1857年6月3日、付属的な都市から完全な自治をもつコミューンに昇格した。普仏戦争後、スティラン＝ヴェンデルを含む地方のコミューンは、ドイツの支配下に入った。工場は衰退して1897年に閉鎖された。炭鉱の開発が、都市経済を再出発させた。2世代にわたる平和と繁栄の後、1914年に第一次世界大戦が勃発した時、モゼル人たちはドイツ帝国のために戦った。ドイツの軍服を着た彼らの多くは東部戦線のみならず、西部戦線、特にフランスとフランドルに送られた。コミューンが再びフランス領となったのは1918年だった。
第二次世界大戦と、ドイツによるロレーヌ併合の悲劇的な事件は、永遠に住民の心に跡を残した。1939年、スティラン＝ヴェンデル住民の大半がシャラント県、特にシャレに集団移転させられたのである。コミューンは激しい戦闘の後、1945年3月3日に解放された。

## 人口統計
2016年時点のコミューン人口は11991人で、2011年時点の人口より3.59%減少した。
| 1962年 | 1968年 | 1975年 | 1982年 | 1990年 | 1999年 | 2004年 | 2016年 |
| ------ | ------ | ------ | ------ | ------ | ------ | ------ | ------ |
| 15028  | 13757  | 12665  | 13581  | 13743  | 13129  | 12588  | 11991  |

参照元:1962年から1999年までは複数コミューンに住所登録をする者の重複分を除いたもの。それ以降は当該コミューンの人口統計によるもの。1999年までEHESS/Cassini、2006年以降INSEE

## 史跡
- サント・マルトの櫓 - フランス最古の現存する石造の巻き上げ櫓。1852年完成。1992年から歴史的記念物[10]

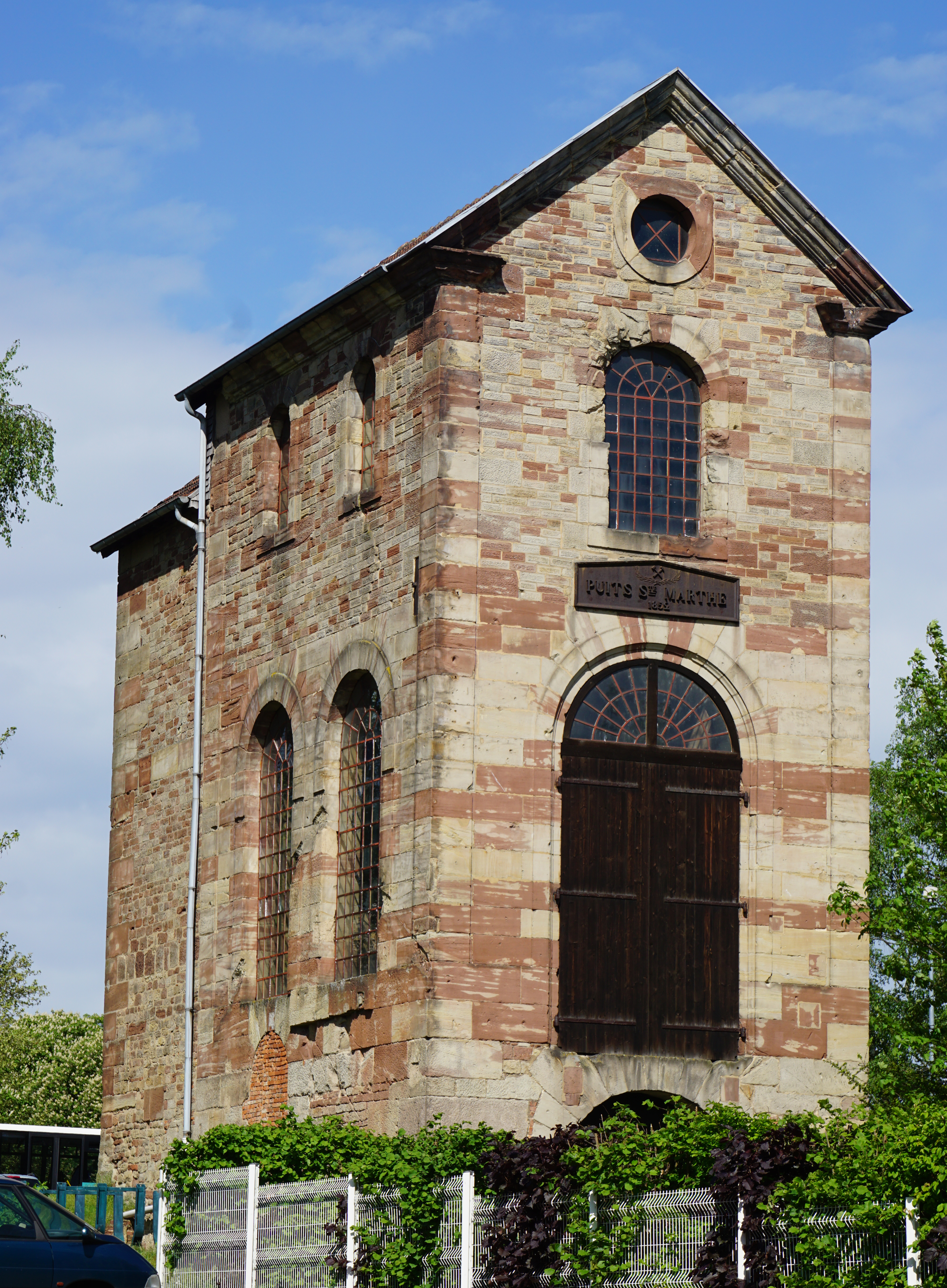
サント・マルトの櫓
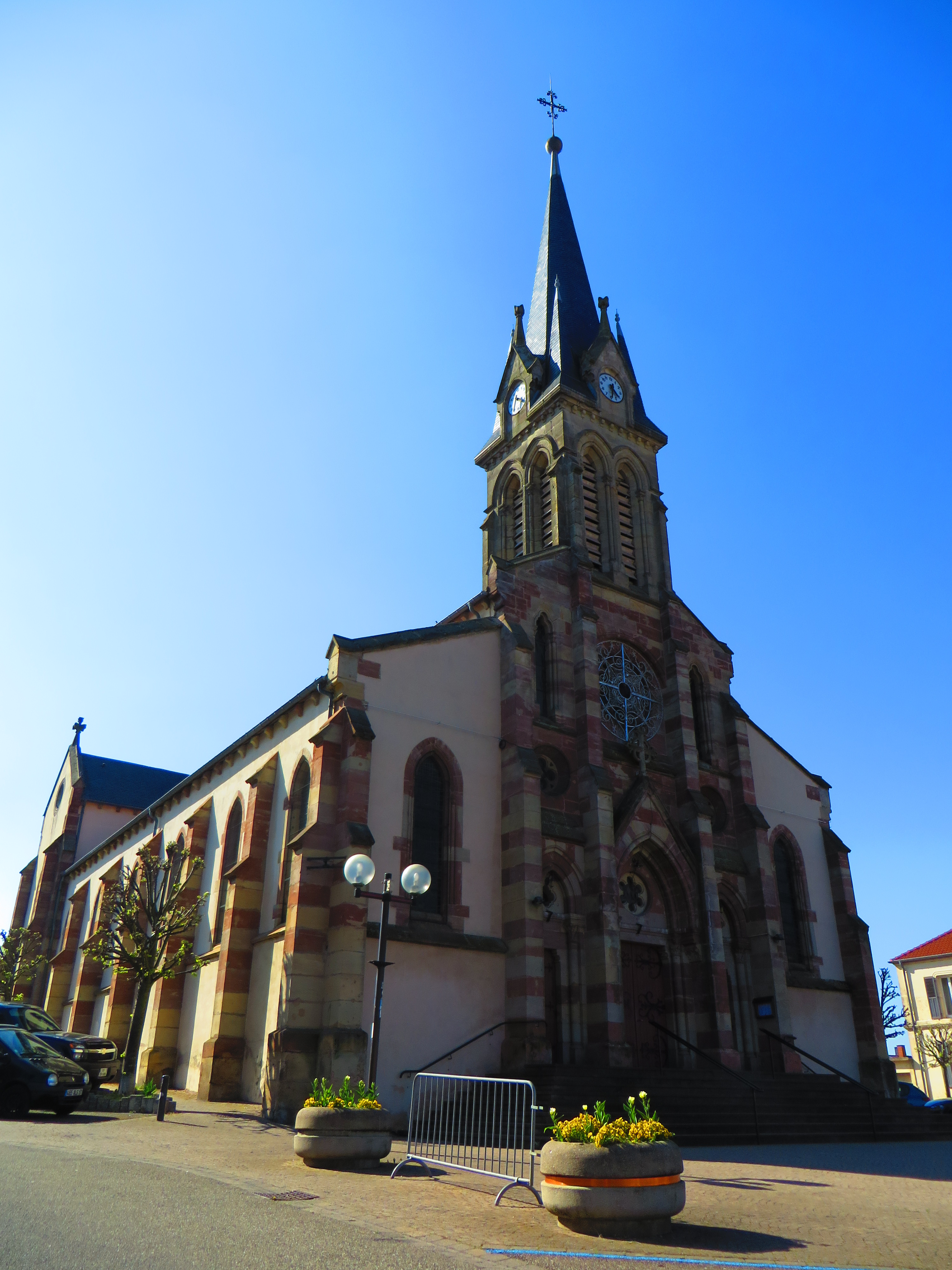
サン・フランソワ教会
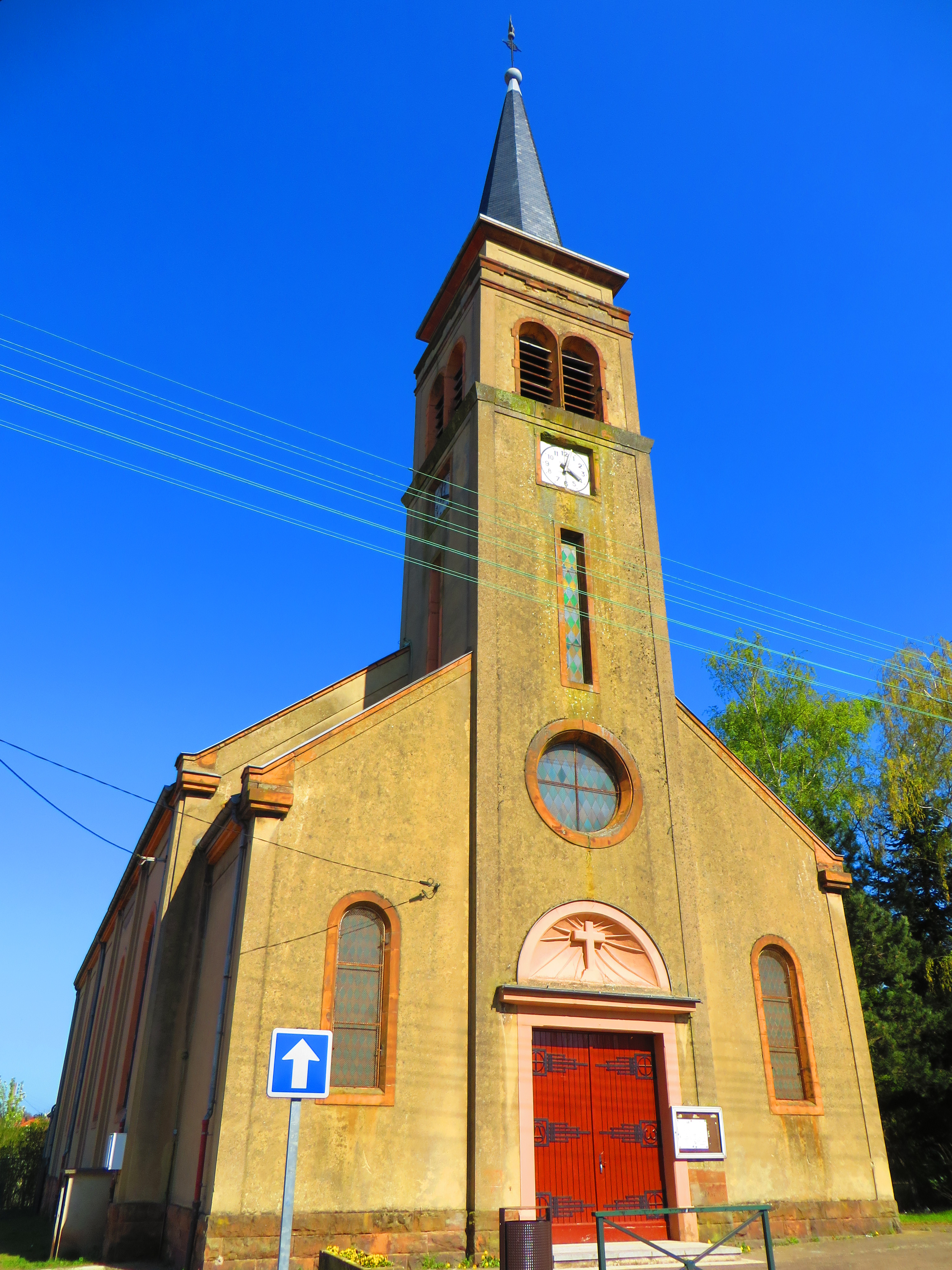
サン・ロック教会
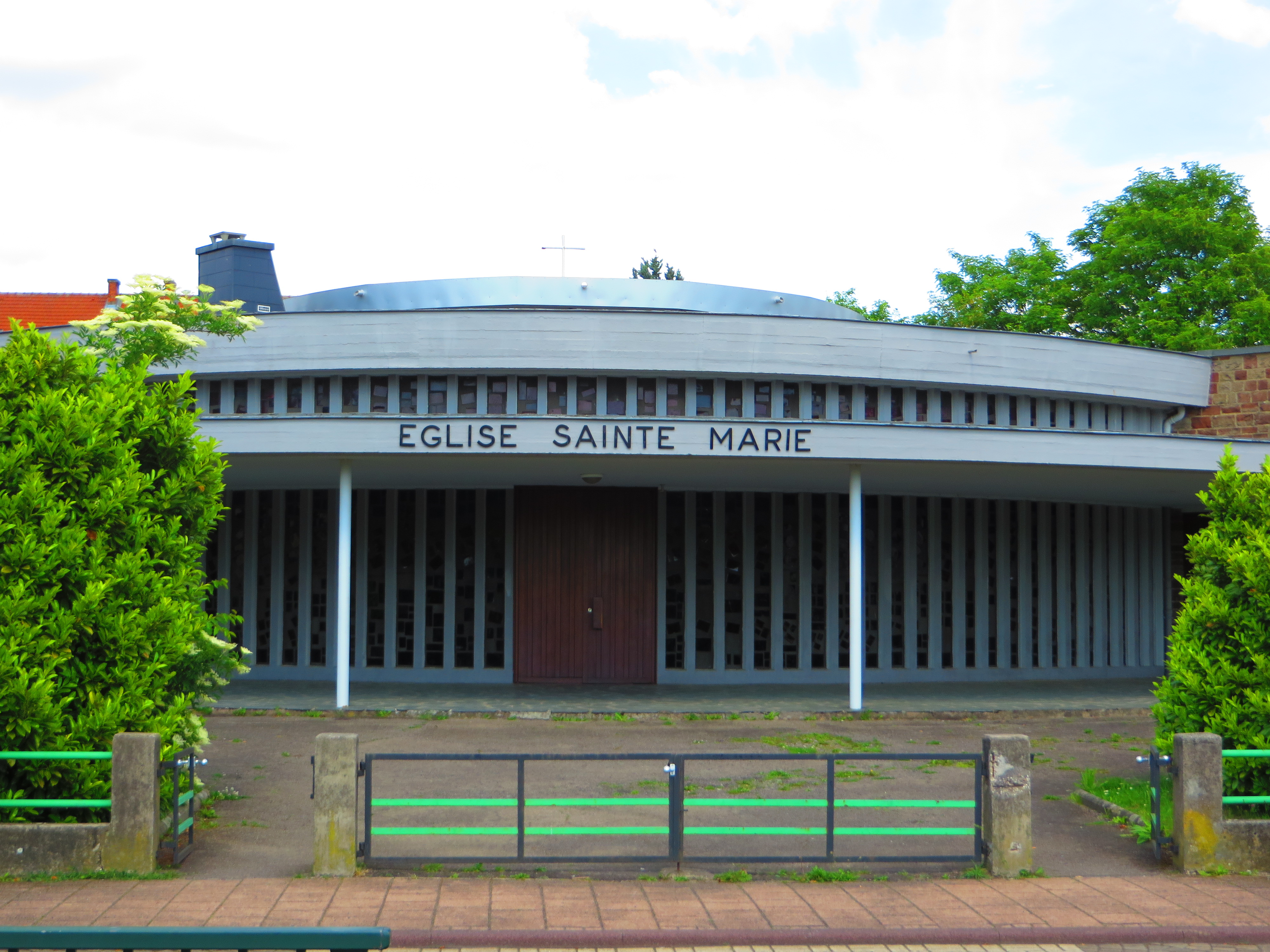
サント・マリー・ダブステディック教会
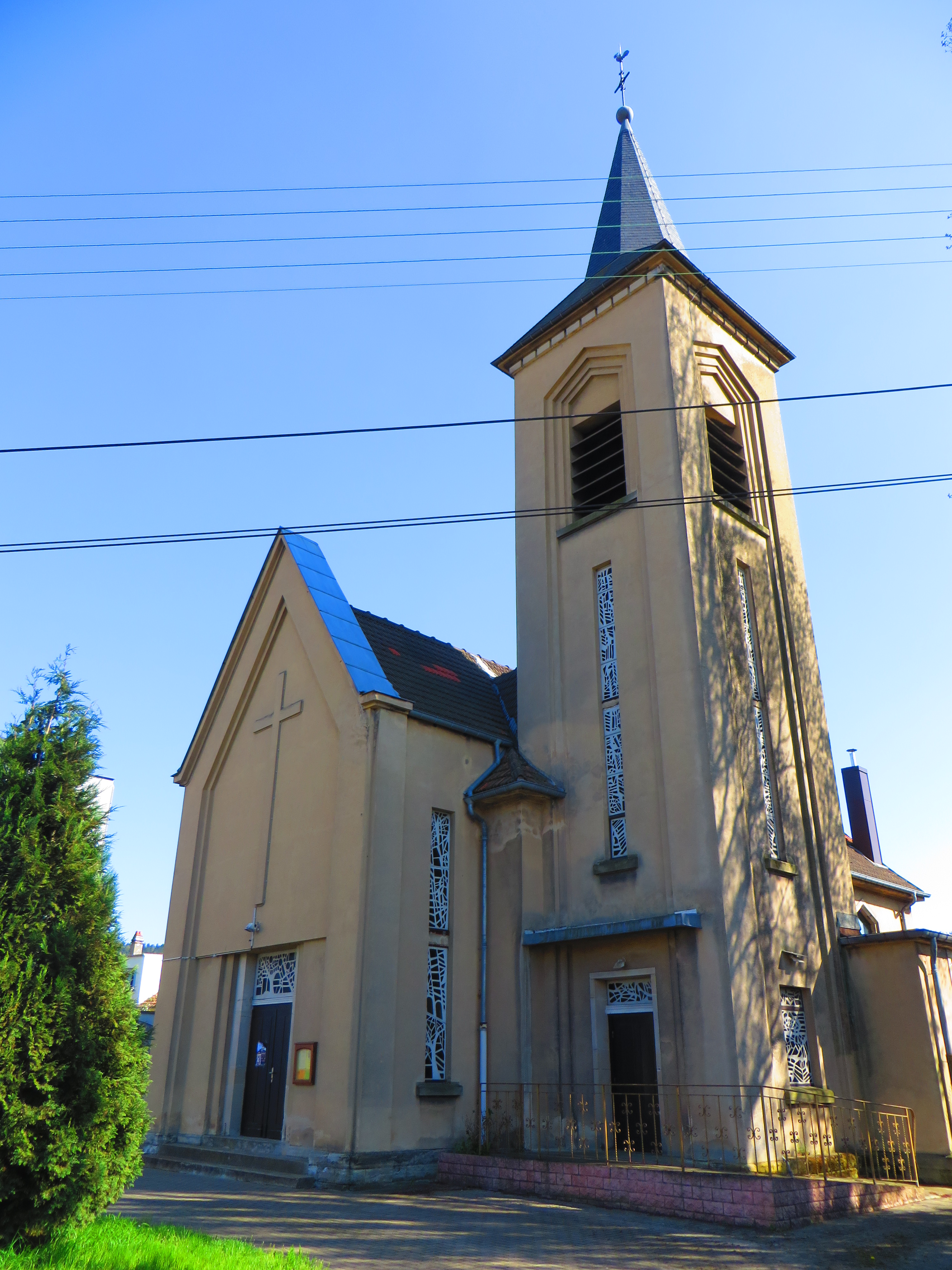
ルーテル会教会
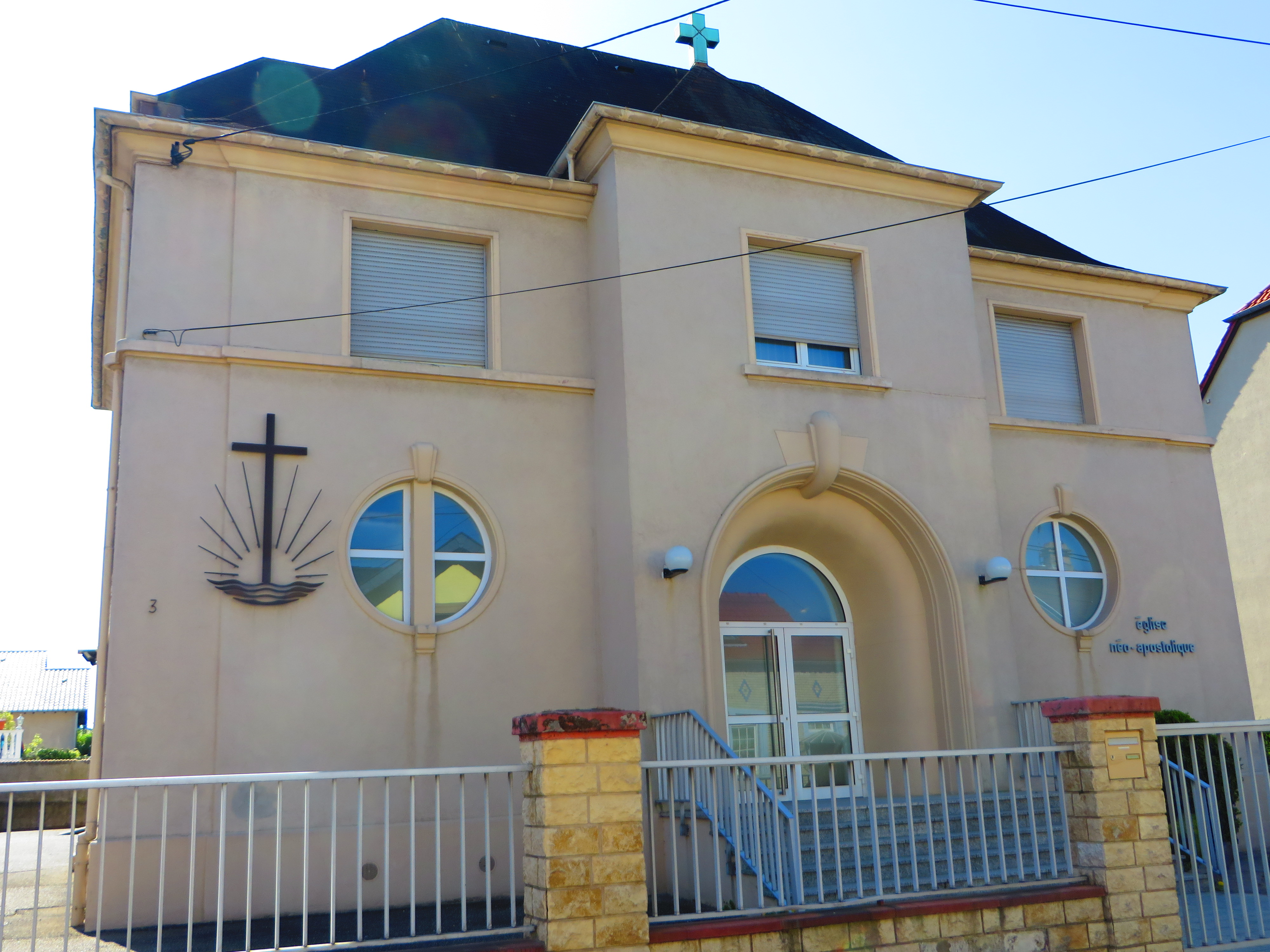
新使徒教会